# Northrop N-3
Le Northrop N-3PB Nomad était un hydravion américain monomoteur des années 1940. Northrop a développé le N-3PB comme modèle d'exportation basé sur la conception antérieure du Northrop A-17. 24 exemplaires ont été achetés par la Norvège, mais n'ont été livrés qu'après l' occupation de la Norvège par le Troisième Reich pendant la Seconde Guerre mondiale. Les Forces Norvégiennes Libres les ont utilisés à partir de 1941, opérant depuis l'Islande, pour l'escorte de convois, les patrouilles anti-sous-marines et à des fins d'entraînement à "Petite Norvège" au Canada. Deux ans après leur livraison, la conception était obsolète pour le service de première ligne et les N-3PB restants furent remplacés par des avions plus grands en 1943.

## Conception et développement
À la suite de l'augmentation des tensions internationales entourant l'annexion allemande des Sudètes en 1938, le parlement norvégien a accordé des crédits extraordinaires pour moderniser les Forces armées norvégiennes. Le Royal Norwegian Navy Air Service (RNNAS - En norvégien : Marinens Flyvevaaben) et le Norwegian Army Air Service  (Hærens Flyvevaaben) ont été prioritaires pour recevoir des crédits du Fonds norvégien de Neutralité d'un montant de 50 000 000 couronnes. La part des crédits du RNNAS était réservée à l'achat de 12 Heinkel He 115 torpilleurs et 24 avions de reconnaissance, ainsi que pour plusieurs nouvelles bases aériennes navales. Les Dornier Do 22, Northrop 8-A, Northrop 2GP et Vultee V-11 GB ont été évalués et des offres ont été receptionnées. La commission a rapidement décidé que le Vultee V-11 GB était le meilleur avion pour satisfaire les besoins des deux services aériens. Pour le Royal Norwegian Air Service, les exigences allaient vers un avion de reconnaissance avec une portée de 1 500 km (930 mi), une vitesse maximale d'au moins 320 km/h (200 mph) et capable de transporter une torpille de 900 kg (2 000 lb) ou l'équivalent en bombes.
Le 30 décembre 1939, la Norvège a envoyé une commission d'achat aux États-Unis, composée d'un contingent du Royal Norwegian Navy Air Service dirigé par le Cmdr. Kristian Østby, et d'un contingent du Norwegian Army Air Service dirigé par Birger Fredrik Motzfeldt,. Le but de la commission était d'inspecter le Vultee V-11, qui servirait de nouveau bombardier de reconnaissance commun pour les deux forces aériennes>. Parmi les exigences que la commission espérait satisfaire, il y avait le remplacement des avions de patrouille biplans M.F.11 du Royal Norwegian Navy Air Service. Une fois aux États-Unis, la commission a constaté que Vultee ne serait pas en mesure de livrer le V-11 dans un délai raisonnable, donc le choix devait se porter sur un autre appareil. Motzfeldt a rapidement validé le fait que le Douglas 8A-5N satisferait les exigences du NOAAS. Comme le Douglas 8A-5N ne pouvait pas être équipé de flotteurs, Østby a continué à chercher un avion adapté pour le RNNAS. Après avoir visité de nombreuses entreprises aéronautiques en février 1940, Østby a déterminé qu'un seul fabricant avait à la fois une conception et une capacité de production disponible, Northrop Aircraft Incorporated. La commission a commandé 24 hydravions basés sur le modèle 8-A, rebaptisé N-3PB, "sur plan" (l'avion étant commandé avant que le type n'ait volé) à Northrop le 8 mars 1940, pour un coût total de 6 550 000 couronnes pour répondre à cette exigence. La moitié du montant a été payée peu avant l'Opération Weserübung, l'invasion allemande de la Norvège, le 9 avril 1940,.
Le modèle 8-A, le modèle d'exportation de la série de bombardiers d'attaque Northrop, devait être repensé pour répondre aux exigences de la commande norvégienne. Le nouveau N-3PB était le premier produit de Northrop Aircraft, qui avait été reformé en 1939 et était un monoplan à aile basse cantilever équipé de doubles flotteurs. Initialement destiné à un moteur moins puissant, le N-3PB était finalement propulsé par un moteur radial Wright Cyclone, du même type spécifié pour les bombardiers Douglas 8A-5N et les Curtiss Hawk 75A-8 commandés par la Norvège en même temps, simplifiant ainsi les exigences de maintenance et d'exploitation pour les flottes d'avions militaires norvégiens.
Avec les exigences opérationnelles norvégiennes établies pour un hydravion de reconnaissance côtière, une série de modifications ont été demandées pour la conception initiale. Les changements comprenaient une refonte de la structure des flotteurs pour accueillir soit une torpille soit une charge de bombes sous le fuselage central pour compléter les cinq supports de bombes sous les ailes. Des changements supplémentaires dans l'armement ont conduit à une combinaison de six mitrailleuses remplaçant les quatre mitrailleuses (deux fixes à l'avant, deux flexibles montées à l'arrière de 7,9 mm)/un canon (orienté vers l'avant, fixe de 20 mm) de la conception initiale. Une disposition pour une arme arrière sous le fuselage a également été prévue. D'autres exigences d'équipement incluaient l'installation d'une caméra montée à l'arrière du fuselage ainsi que des changements aux instruments et à l'équipement radio.
Avant que Northrop ne puisse terminer un quelconque avion, la Norvège a été envahie par l'Allemagne. L'invasion et l'occupation de la Norvège ont nécessité que l'armement du N-3PB, initialement installé en Norvège, soit modifié. Les spécifications initiales prévoyaient un Oerlikon 20 mm cannon dans chaque aile, ainsi que deux mitrailleuses de 7,9 mm Fabrique Nationale dans le fuselage et les postes de tir arrière. En raison de l'indisponibilité de l'armement spécifié initialement, des mitrailleuses lourdes Colt fabriquées en Norvège ont été substituées avec quatre mitrailleuses Colt MG53A .50 cal. dans les ailes et deux .30 cal. Colt MG40s montées en positions dorsale et ventrale dans le cockpit arrière du tireur.

## Histoire opérationnelle

### Livraison

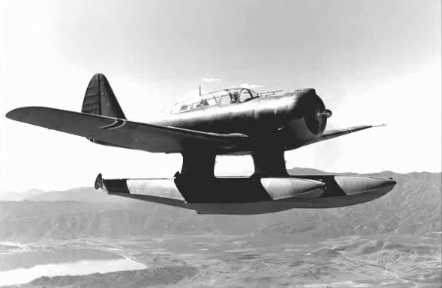
Le Northrop N-3PB lors d'un vol d'essai au-dessus de Lake Elsinore, Californie, vers 1940–1941

Le chef pilote d'essai de Northrop, Vance Breese, a effectué le premier vol du N-3PB (c/n 301) le 22 décembre 1940 à Lake Elsinore en Californie. Les essais en vol et les essais de réception par le client ont été réalisés avec le premier appareil de série. Grâce à l'utilisation du moteur Cyclone plus puissant, toutes les estimations de performance ont été dépassées et les caractéristiques de vol, y compris la maniabilité, ont été jugées "excellentes". Les 24 appareils ont été livrés au Service aérien de la marine royale norvégienne en exil à la fin de mars 194.

### Entraînement
Fin février 1941, six N-3PB de production ont été acheminés à la base de la Royal Canadian Air Force (RCAF) Station Patricia Bay, Île de Vancouver au Canada, l'une des bases hivernales canadiennes de la Flyvåpnenes Treningsleir (FTL) norvégienne connue sous le nom de "Little Norway".
Le service du N-3PB comme avion d'entraînement avancé au Canada dans la base estivale de "Little Norway" à Island Harbour, Toronto et dans les bases hivernales le long de la côte ouest du Canada, fut relativement bref. Il prit fin lorsque les diplômés pilotes et équipages furent intégrés aux escadrons de la RAF. Des arrangements ont été pris plus tard en 1941 pour que la formation avancée des pilotes norvégiens soit effectuée dans les écoles de la RAF et de la RCAF sur des types d'appareils mieux adaptés à la transition vers le vol de combat. Les trois N-3PB survivants ont été stockés jusqu'à leur expédition en Islande en mars 1942 à bord du vapeur Delta,.

### Utilisation au combat

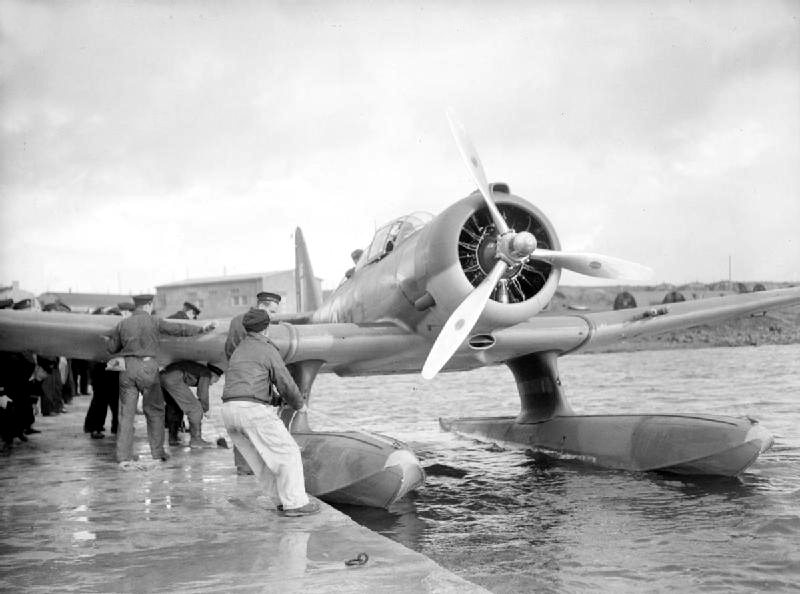
Northrop N-3PB de l'escadron norvégien No. 330(N) en opération en Islande, octobre 1941

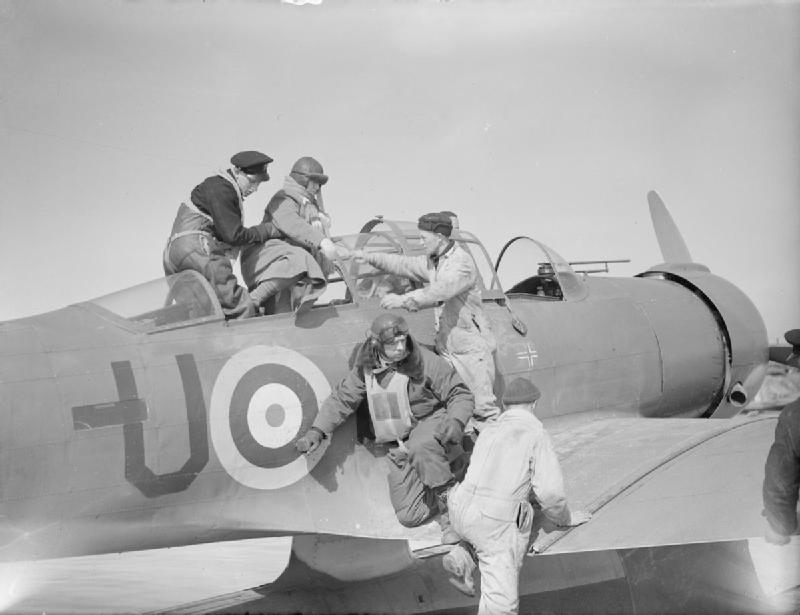
Northrop N-3PB de l'escadron No. 330 (N) utilisé pour transporter une femme gravement malade à l'hôpital de Reykjavik en Islande, mai 1942

Les 18 N-3PB restants ont été utilisés pour équiper le No. 330 (Norwegian) Squadron RAF à Reykjavík, Islande. Les N-3PB envoyés en Islande ont tous été transportés dans des caisses à bord du vapeur norvégien Fjordheim, le voyage de New York à Reykjavik ayant duré 13 jours. Une partie de la raison du déploiement des N-3PB en Islande était d'éviter que ces avions inhabituels opèrent au-dessus du Royaume-Uni, risquant ainsi des incidents de tir ami. Les autorités militaires norvégiennes en exil avaient initialement voulu baser l'escadron au Royaume-Uni pour pouvoir opérer au large de la Norvège occupée par l'Allemagne.
Le No. 330 (N) Squadron a été déclaré opérationnel le 25 avril 1941; les N-3PB ont été assemblés dans un hangar à hydravions à Reykjavik, avec le premier vol d'un appareil le 2 juin 1941,. L'escadron a effectué des patrouilles anti-sous-marines et des patrouilles de convoi à partir du 23 juin 1941, avec des détachements basés à Reykjavík, Akureyri et Búðareyri,. Bien que les N-3PB de l'escadron aient mené huit attaques sur des U-boots allemands, y compris une sur le U-570 après sa reddition aux Britanniques, aucun sous-marin n'a été coulé,. À plusieurs reprises en 1942, les N-3PB se sont affrontés avec des bombardiers de reconnaissance à long rayon d'action Focke-Wulf Fw 200 et des hydravions Blohm & Voss BV 138, étant crédités d'au moins un endommagé. Le 10 octobre 1942, un "Northrop" de Búðareyri a été impliqué dans un incident de tir ami, attaquant un Lockheed Hudson britannique. L'incident s'est terminé sans qu'aucun des appareils impliqués ne soit touché.
Pour publiciser les opérations du N-3PB, le Air Ministry britannique a diffusé un rapport affirmant que deux avions pilotés par des Norvégiens avaient participé à l'attaque sur le cuirassé allemand Bismarck les 21-22 mai 1941, mais cela était un mensonge. Bien que de nombreux historiens de l'aviation aient contesté cette affirmation, elle apparaît encore dans les récits actuels du naufrage du Bismarck. Le No. 330 (N) Squadron a été formé le 25 avril 1941 et a reçu le premier des 18 N-3PB le 19 mai, deux jours avant l'attaque sur le Bismarck, mais n'a volé qu'à partir du 2 juin 1941 et leur première sortie opérationnelle officielle a eu lieu le 23 juin 1941. Le No. 330 (N) Squadron a commencé à compléter les N-3PB avec des hydravions Consolidated PBY Catalina  en 1942 et les Catalina et les N-3PB ont commencé à être remplacés en février 1943 par l'arrivée des plus performants Short Sunderland.

## Opérateurs militaires
- Service aérien de la marine royale norvégienne
  - No. 330 Squadron RAF|No. 330(N) Squadron RAF
  - Unité d'entraînement "Flyvåpnenes Treningsleir" (FTL), "Little Norway"

## Avions survivants

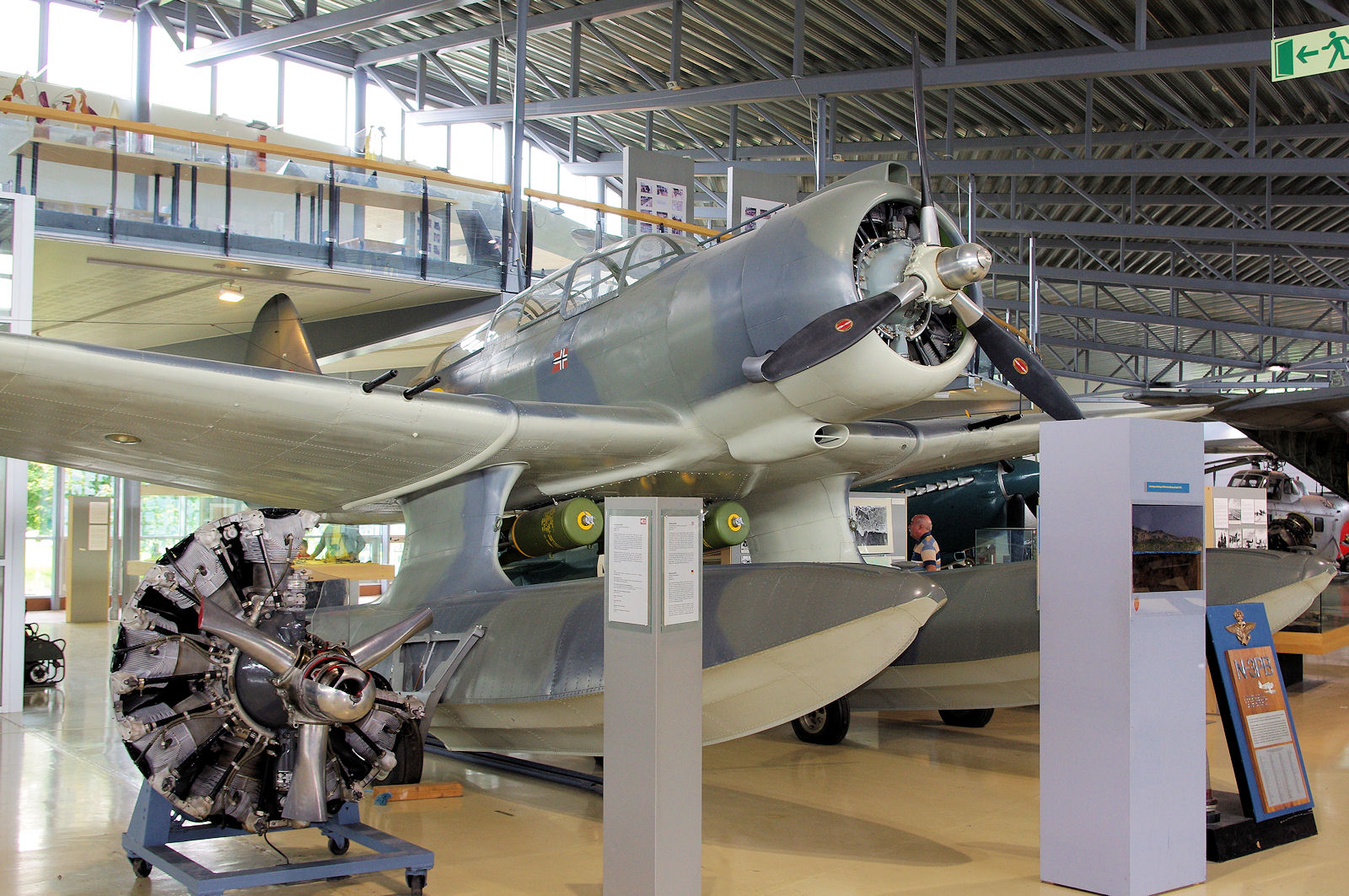
Le N-3PB restauré (c/n 320) exposé à la collection d'aéronefs des forces armées norvégiennes

Après la guerre, deux N-3PB survivants (c/n 306, 322) ont été ramenés en Norvège, vendus pour être récupérés, le c/n 306 ayant été démantelé en 1949 et le c/n 322 en 1956.
Après des recherches dans les archives, Ragnar R. Ragnarsson, alors vice-président de la Société historique de l'aviation islandaise, a localisé le site du crash du N-3PB (c/n 320 ["U"]). En 1979, l'épave du N-3PB a été récupérée depuis la rivière Þjórsá en Islande. En raison du mauvais temps sur la côte est de l'Islande, le N-3PB piloté par le Lt. W.W. Bulukin, opérant depuis Búðareyri et en transit vers Reykjavik, a effectué un atterrissage forcé le 21 avril 1943. Après s'être enlisé dans le limon, il a progressivement coulé au fond de la rivière,.
Des plongeurs de l'US Navy ont commencé sa récupération initiale, plus tard aidés par une équipe de plongeurs bénévoles de Grande-Bretagne, d'Islande, de Norvège et des États-Unis, ramenant les restes qui ont été envoyés à la Northrop Aircraft Corporation à Hawthorne, en Californie. La restauration a été achevée par un groupe de 300 bénévoles, comprenant 14 anciens employés retraités de Northrop qui avaient participé à la ligne de production originale du N-3PB. La restauration complexe a nécessité la construction de pièces de remplacement principalement en utilisant des composants d'aéronefs endommagés ou corrodés comme gabarit pour créer une cellule complète. En novembre 1980, le N-3PB restauré a été offert à la Norvège par la Northrop Aircraft Corporation et le San Diego Aerospace Museum. Cet unique avion survivant est actuellement exposé à la collection d'aéronefs des forces armées norvégiennes à Gardermoen, en Norvège.
Le 27 août 2002, l'ICGV Baldur, en mission de levés hydrographiques, a découvert une épave relativement intacte d'un Northrop N-3PB reposant à l'envers à une profondeur d'environ 11 mètres dans le Skerjafjörður, près de Reykjavík. Une interdiction de plongée a été imposée dans un rayon de 20 mètres autour de l'épave, car on ne savait pas si l'avion transportait des bombes et, avec le cockpit fermé, il y avait une possibilité que ce soit une sépulture en mer. Des preuves ultérieures ont indiqué qu'il s'agissait d'un N-3PB qui s'était écrasé lors de l'atterrissage le 22 octobre 1942 sans perte de vie. En 2003, le Département national d'archéologie d'Islande a publié un document de conservation dans lequel l'épave de l'avion est déclarée protégée,.

## Caractéristiques techniques (N-3PB)

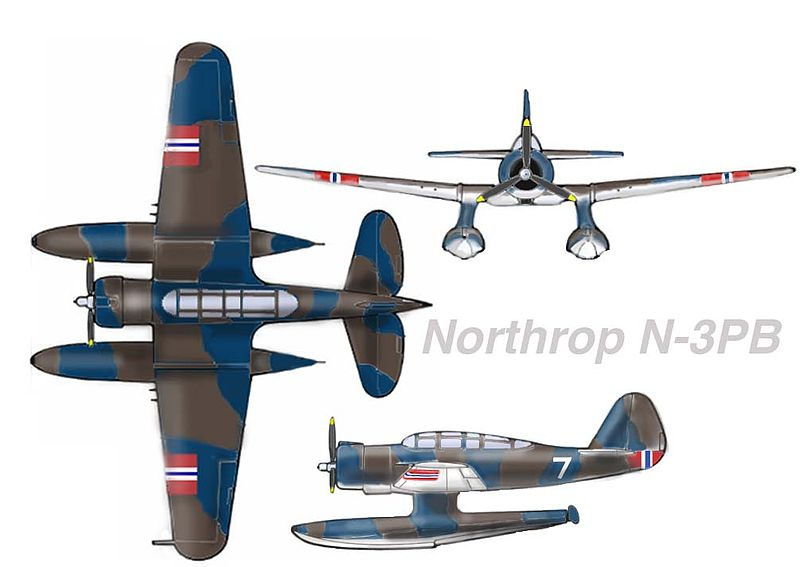
Northrop N-3PB aux couleurs de "Little Norway", vers 1941

### Caractéristiques générales
- équipage=Trois (pilote, navigateur/bombardier et opérateur radio/mitrailleur arrière)
- capacité=
- longueur ft=36
- envergure ft=48
- envergure po=11
- hauteur ft=12
- surface alaire pieds2=376.8
- rapport de finesse=
- profil aérodynamique=
- poids à vide lb=6190
- poids brut lb=8500
- poids maximum au décollage lb=10600
- capacité carburant=
- autres caractéristiques générales=

### Groupe motopropulseur
- nombre de moteurs = 1
- nom du moteur = Wright R-1820-G205A
- type moteur = moteur radial à piston refroidi par air à 9 cylindres
- puissance moteur ch = 1200
- nombre de pales de l'hélice = 3
- Type de l'hélice = hélice à pas variable
- diamètre m=
- diamètre ft=
- diamètre po=
- note diamètre de l'hélice=

### Performances
- Vitesse maximale: 257 mph (au niveau de la mer)
- Vitesse de croisière: 184 mph
- Distance franchissable: 1000 miles
- Plafond pratique: 24,000 mètres
- Limites g: Acrobatique
- Taux de roulis: Acrobatique
- Taux de planeur: Planeurs
- Taux de montée:
  - mètres par seconde: [inconnu]
  - pieds par minute: [inconnu]
- Temps pour atteindre l'altitude de 15,000 pieds: 4.4 minutes

### autres performances

#### Armement
- 4 × mitrailleuses fixes avant de 0,50 po (12,7 mm)
- 2 × mitrailleuses de 0,30 po (7,62 mm) en positions dorsale et ventrale
- 1 × torpille de 2 000 lb (907,18 kg) ou poids équivalent en bombes ou charges sous-marines[41],[42].